# John Alan Robinson
Pour les articles homonymes, voir John Robinson.
John Alan Robinson (né le 9 mars 1930 à Halifax (Royaume-Uni), et mort le 5 août 2016 à Portland (Maine)) est un philosophe, mathématicien et informaticien. Il termine sa carrière comme professeur émérite à l'Université de Syracuse.
La contribution majeure d'Alan Robinson est aux fondements de la démonstration automatique de théorèmes. Son algorithme d'unification a éliminé une source d' explosion combinatoire dans les démonstrateurs de résolution ; il a également préparé le terrain pour le paradigme de programmation logique, en particulier pour le langage Prolog . Robinson a reçu le prix Herbrand 1996 pour ses « contributions remarquables au raisonnement automatisé ».

## Biographie
Robinson est né à Halifax, au Yorkshire, en 1930. Il obtient un diplôme en humanités classiques de l'Université de Cambridge et part aux États-Unis en 1952. Il étudié la philosophie à l'Université de l'Oregon puis rejoint l'Université de Princeton où il obtient son Ph. D. en 1956. Il  travaille ensuite dans l'entreprise DuPont en tant qu'analyste en recherche opérationnelle ; il y apprend la programmation et se forme lui-même en mathématiques. Il intègre l'Université Rice en 1961, tout en passant les étés comme chercheur invité à la Division de mathématiques appliquées du Laboratoire national d'Argonne. Il rejoint l'Université de Syracuse en tant que professeur distingué de logique et d'informatique en 1967. Il devient professeur émérite en 1993.

## Recherche
C'est à Argonne que Robinson s'intéresse à la démonstration automatique de théorèmes ; il y développe l'unification et le principe de résolution. La résolution et l'unification sont depuis incorporées dans de nombreux systèmes automatiques de démonstration de théorèmes et sont à la base des mécanismes d'inférence utilisés dans la programmation logique et des langages de programmation comme Prolog.

## Distinctions
Robinson a été le rédacteur en chef fondateur du Journal of Logic Programming. Il a reçu de nombreux honneurs. Ceux-ci incluent :
- 1967 : Bourse Guggenheim
- 1985 : Milestone Award in Automatic Theorem Proving de l'American Mathematical Society[5]
- 1990 : Une bourse de l'Association for the Advancement of Artificial Intelligence 1990[6]
- 1996 : Prix Herbrand pour des « contributions remarquables au raisonnement automatique » en 1996[7],[8]
- 1997 : Titre honorifique de Founder of Logic Programming  de Association for Logic Programming[9]

Il a reçu des doctorats honoris causa  de la Katholieke Universiteit Leuven en 1988, de l'Université d'Uppsala  en 1994 et de  l'Université polytechnique de Madrid en 2003,.
En 1994, Robinson a reçu le Prix de recherche Humboldt sur proposition de Wolfgang Bibel (en) ; ce prix  qui comprenait un séjour de six mois au Département d'informatique de la Université de technologie de Darmstadt.

## Publications (sélection)
- John Alan Robinson et Andrei Voronkov (éditeurs), Handbook of Automated Reasoning, MIT Press, 2001 (ISBN 0-444-50813-9)
- Dov M. Gabbay, Christopher John Hogger et John Alan Robinson (éditeurs), Handbook of Logic in Artificial Intelligence and Logic Programming, vol. 1-5, Oxford University Press, 1993-1998
- Michael A. Arbib et John Alan Robinson (éditeurs), Natural and Artificial Parallel Computation, MIT Press, 1990 (ISBN 0-262-01120-4, lire en ligne )
- John Alan Robinson, Logic: Form and Function, Edinburgh University Press, 1979 (ISBN 0-85224-305-7)
- John Alan Robinson, « A Machine-Oriented Logic Based on the Resolution Principle », Journal of the ACM, vol. 12, no 1,‎ janvier 1965, p. 23–41 (DOI 10.1145/321250.321253)

## Articles liés
- Liste de publications importantes en informatique théorique
- Méthode de résolution (de) de Robinson, une alternative à la Méthode de Quine-Mc Cluskey pour la minimisation des fonctions booléennes.
- Unification
- Anti-unification

## Remarques
1. ↑  John Alan Robinson CV, upm.es, access date 12 August 2016.
2. ↑  « John Alan Robinson, Obituary », The New York Times, 17 août 2016 (consulté le 2 novembre 2019).
3. ↑  Emeriti Faculty, Engineering and Computer Science, Syracuse University, accessed 2 November 2019.
4. ↑  The Coq Development Team, The Coq Reference Manual: Release 8.10+alpha, 18 octobre 2018 (lire en ligne), p. 3 : « Automated theorem-proving was pioneered in the 1960s by Davis and Putnam in propositional calculus. A complete mechanization (in the sense of a semidecision procedure) of classical first-order logic was proposed in 1965 by J.A. Robinson, with a single uniform inference rule called resolution. Resolution relies on solving equations in free algebras (i.e. term structures), using the unification algorithm. Many refinements of resolution were studied in the 1970s, but few convincing implementations were realized, except of course that PROLOG is in some sense issued from this effort ».
5. ↑  AMS Automatic Theorem Proving Prizes
6. ↑  AAAI Fellows List.
7. ↑  Herbrand Award 1996: J. Alan Robinson
8. ↑  « CADE Herbrand Award » [archive du 13 septembre 2014] (consulté le 13 septembre 2014)
9. ↑  ALP awards.
10. ↑  KU Leuven honorary doctorates overview 1966–2012
11. ↑  (en) « Honorary Doctorates », sur uu.se (consulté le 21 juin 2023).
12. ↑  UP Madrid honorary doctorates 1973–2013
13. ↑  UP Madrid honorary doctorate for John Alan Robinson, Oct 1st, 2003.
14. ↑  « Profile of John Alan Robinson in the Humboldt network », www.humboldt-foundation.de (consulté le 2 novembre 2019).